# Anchycteis monticola
Anchycteis monticola là một loài bọ cánh cứng trong họ Ptilodactylidae. Loài này được Nakane miêu tả khoa học năm 1952.